# Herbert Simon
Herbert Alexander Simon (ur. 15 czerwca 1916 w Milwaukee, Wisconsin, zm. 9 lutego 2001 w Pittsburghu, Pensylwania) – amerykański polihistor: ekonomista, informatyk, socjolog i psycholog, laureat nagrody Turinga (wraz z Allenem Newellem) w 1975 i Nagrody Banku Szwecji im. Alfreda Nobla w dziedzinie ekonomii w 1978 roku.

## Życie prywatne
Ojciec Simona, Arthur Simon (1881–1948), był inżynierem elektrykiem, który przybył do Stanów Zjednoczonych z Niemiec w 1903 roku po uzyskaniu dyplomu inżyniera w Technische Hochschule Darmstadt. Ojciec Simona był także wynalazcą, który opracował kilkadziesiąt patentów, a później także urzędnikiem patentowym. Matka Herberta, Edna Marguerite Merkel, była znakomitą pianistką, której przodkowie pochodzili z Pragi i Kolonii. Europejscy przodkowie Herberta byli producentami fortepianów, złotnikami i winiarzami. Ojciec Simona był Żydem, zaś matka pochodziła z rodziny związanej ze środowiskami żydowskimi, ewangelickimi i katolickimi. Sam Herbert Simon nazywał siebie ateistą.
W 1938 r. ożenił się z Dorothą (zm. 2002), z którą byli małżeństwem przez 63 lata, mieli troje dzieci – Katherine, Petera i Barbarę.
W styczniu 2001 r. Simon przeszedł operację usunięcia guza nowotworowego brzucha w szpitalu UPMC Presbyterian. Chociaż operacja się powiodła, nastąpiły komplikacje, które były powodem śmierci Simona 9 lutego 2001 roku.

## Edukacja
Herbert Simon uczęszczał do szkół publicznych w Milwaukee, gdzie zainteresował się nauką. Simon, w przeciwieństwie do wielu swoich rówieśników, był pod wpływem założenia, że zachowanie człowieka może być badane naukowo w stosunkowo młodym wieku, ze względu na działalność młodszego brata matki, Harolda Merkela, który studiował ekonomię na Uniwersytecie Wisconsin-Madison u John R. Commonsa. Poprzez książki wuja dotyczące ekonomii i psychologii Simon odkrył nauki społeczne. Herbert Simon uzyskał tytuł licencjacki (B.A.) w 1936 r. oraz doktorski (Ph. D.) w 1943 r. w dziedzinie nauk politycznych na Uniwersytecie w Chicago, gdzie studiował u Harolda Lasswella i Charlesa Edwarda Merriama.
Wśród pierwszych dzieł, które wywarły wpływ na jego prace, Simon wymienił podręcznik ekonomii Richarda Ely, The Great Illusion Normana Angella oraz Progress and Poverty Henry’ego George’a. W 1933 roku Simon wstąpił na Uniwersytet w Chicago, gdzie studiował nauki społeczne i matematykę. Interesował się biologią, lecz nie zdecydował się na studia w tej dziedzinie ze względu na swój „daltonizm i niezręczność w laboratorium”. Zamiast tego wolał skupić się na naukach politycznych i ekonomii. Jego najważniejszym mentorem na Uniwersytecie w Chicago był Henry Schultz, ekonometryk i ekonomista matematyczny.
Po zapisaniu się na kurs „Measuring Municipal Governments” Simonowi zaproponowano asystenturę u Clarence’a Ridleya, z którym w 1938 roku współtworzył książkę Measuring Municipal Activities. Badania przeprowadzone przy jej pisaniu doprowadziły go do tematu podejmowania decyzji w organizacjach, które stały się przedmiotem jego rozprawy doktorskiej.
Herbert Simon był żywo zainteresowany sztuką. Jego przyjaciółmi byli Robert Lepper i Richard Rappaport, który był autorem portretu Simona znajdującego się obecnie w Carnegie Mellon University.

## Kariera akademicka
Od 1939 do 1942 roku Herbert Simon działał jako dyrektor grupy badawczej na Uniwersytecie Kalifornijskim w Berkeley. Kiedy dotacje na działalność grupy zostały wyczerpane, Simon wstąpił na wydział Illinois Institute of Technology, gdzie był profesorem nauk politycznych (1942–1949), a także pełnił funkcję przewodniczącego wydziału. Następnie powrócił do Chicago, gdzie rozpoczął udział w seminariach organizowanych przez pracowników Cowles Commssion, w której zasiadali wówczas m.in. Trygve Haavelmo, Jacob Marschak i Tjalling Koopmans. W ten sposób rozpoczęły się pogłębione badania z zakresu ekonomii instytucjonalnej.
W 1949 roku Simon został profesorem administracji i przewodniczącego Wydziału Zarządzania w Przemyśle w Carnegie Tech (późniejszy Carnegie Mellon University). Pozostał związany z tą placówką aż do swojej śmierci w 2001 roku.
Od 1950 do 1955 roku Simon studiował ekonomię matematyczną i w tym czasie, wraz z Davidem Hawkinsem, odkrył i udowodnił twierdzenie Hawkins-Simona “conditions for the existence of positive solution vectors for input-output matrices”. W 1954 Simon stwierdził, że najlepszym sposobem, aby nauczyć się rozwiązywania problemów, jest korzystanie z symulacji komputerowych. Wykorzystywał je do badania procesów poznawczych człowieka. Był jednym z pierwszych członków Society for General Systems Research, ogólnoświatowej organizacji naukowej.
Działanie administracji z 1947 r., oparte na jego pracy doktorskiej, stało się centralnym dziełem Simona. Sercem tej książki są behawioralne i kognitywne procesy podejmowania racjonalnych ludzkich wyborów (teoria decyzji). Według jego definicji decyzje administracyjne powinny być poprawne i skuteczne oraz muszą być możliwe do wprowadzenia poprzez zestaw skoordynowanych działań. Każda taka decyzja wiąże się z wyborem spośród wielu alternatyw nastawionych w kierunku celu porządkującego lub celu podrzędnego. Opcje realistyczne określono jako mające realne konsekwencje, składające się z działań lub bezczynności personelu, modyfikowane przez czynniki zewnętrzne. W praktyce niektóre z wariantów mogą być podejmowane świadomie lub nieświadomie; niektóre z konsekwencji mogą być niezamierzone, jak również zamierzone; a działania i cele mogą być niedoskonale zróżnicowane, niecałkowicie powiązane lub źle uszczegółowione. Zadaniem racjonalnego podejmowania decyzji jest, aby wybrać opcję, która powoduje bardziej korzystny zestaw wszystkich możliwych konsekwencji. Zadanie to może być podzielone na trzy etapy:
1. Identyfikacja i uszczegółowienie wszystkich alternatyw;
2. Określenie wszystkich konsekwencji wynikających z każdego z wariantów;
3. Porównanie dokładności i skuteczności każdego z zestawów konsekwencji.

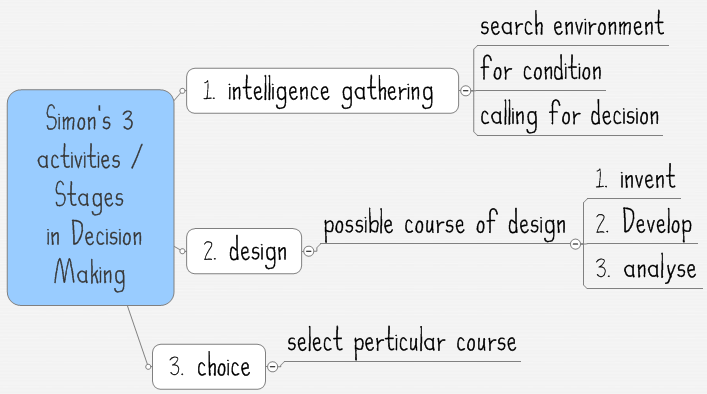
Trzy fazy podejmowania decyzji według H. Simona

## Poglądy na ekonomię
Herbert Simon był ekonomistą, który poważnie potraktował psychologiczne podstawy ekonomii, za co został wyróżniony w 1978 r. Nagrodą Banku Szwecji (ekonomicznym Noblem). Jego zainteresowania skupiały się na zrozumieniu, w jaki sposób realni ludzie – nie nieskończenie mądrzy, nie nieskończenie racjonalni i inteligentni – podejmują decyzje. To zainteresowanie doprowadziło go do analizy psychologii poznawczej, przetwarzania informacji o ludziach i przetwarzania informacji bardziej ogólnych, co jest wstępem do prac nad sztuczną inteligencją.
Pomimo iż jego prace są często wysoce zmatematyzowane i abstrakcyjne, próbował ciągle przymierzać je do realnego świata. Wysunął wniosek, że lepszym podejściem do racjonalności będzie założenie tak zwanej „ograniczonej racjonalności”, która bierze pod uwagę ograniczoność mózgu w przetwarzaniu informacji. Na podstawie ograniczonej racjonalności jest rzeczą irracjonalną być w pełni racjonalnym, jak to zakłada teoria neoklasyczna. To doprowadziło do opracowania „modelu zadowalającego minimum” przedsiębiorstwa, w którym maksymalizacja zysku nie była pierwszoplanowym celem, natomiast przedsiębiorstwo decydowało o marży zysku i o wielkości zbytu.
Herbert Simon znacząco przyczynił się do zmiany sposobu pojmowania koncepcji racjonalności ludzkiego działania: od koncepcji człowieka o nieograniczonych możliwościach obliczeniowych, ogarniającego wszystkie dostępne warianty wyboru i maksymalizującego wszelkie użyteczności do idei procesu podejmowania decyzji „dostatecznie dobrych” na podstawie niedoskonałych reguł. Zdolność ludzkiego umysłu do formułowania i rozwiązywania złożonych problemów jest bardzo mała w porównaniu z problemami, które musiałyby być rozwiązywane, aby zachowania w realnym świecie były obiektywnie racjonalne. Dlatego Simon postuluje przyjęcie założenia, że podmioty gospodarcze dążą do rozwiązań, które są zadowalające, a nie „maksymalizujące”, innymi słowy – dosyć dobre, ale nie najlepsze. Ludzie nie przeszukują „stogu siana dla znalezienia najostrzejszej igły, lecz poszukują w nim igły dość ostrej do szycia”. Uważał, iż „człowiek ma skłonność wybierania na co dzień nie tego, co jest dla niego rzeczywiście najlepsze, lecz co wydaje się dobre w chwili wyboru.”
Prace Simona wywarły ograniczony wpływ na ekonomię. Gdy w 1978 r. otrzymał Nagrodę Banku Szwecji im. Alfreda Nobla, wielu ekonomistów nigdy o nim nie słyszało. Dopiero po owym sukcesie jego prace zaczęły zyskiwać sobie więcej uwagi w głównym nurcie.
Herbert Simon uważał za niezbędne rozsądne „stąpanie po ziemi” w budowaniu teorii ekonomicznych. Według niego ignorowanie empirycznych faktów i kreowanie nowych teorii przez ekonomistów opierało się w dużej mierze na coraz bardziej chwiejnych argumentach behawioralnych. Krytycznie wypowiadał się na temat modelu neoklasycznego, mówiąc m.in. że jest on zmanipulowany przez dużą formalność matematyczną i brak testowania prawdziwości jego założeń.
Był wieloletnim profesorem Carnegie Mellon University w Pittsburghu. W pracy naukowej podejmował problematykę teorii organizacji oraz podejmowania decyzji ekonomicznych.
W 1978 roku otrzymał Nagrodę Banku Szwecji im. Alfreda Nobla w dziedzinie ekonomii za rozwój teorii zarządzania i organizacji.
Jego najbardziej znana myśl dotyczy ludzkiej mądrości. „Istoty ludzkie wiedzą mnóstwo rzeczy, z których część jest prawdziwa, i stosują je. Kiedy podobają nam się rezultaty, nazywamy to mądrością.”
Herbert Simon w swoim życiu zawodowym obejmującym ponad 60 lat przyczynił się do rozwoju teorii administracji, aksjomatycznych fundamentów fizyki, ekonomii, socjologii, ekonometrii, psychologii poznawczej, logiki odkrycia naukowego oraz sztucznej inteligencji. Sam Simon wypowiadał się, że umysł renesansowy (którym był) kreśli „wąski pokos” przez wiele dyscyplin, zaś w jego własnym przypadku przechodził on przez procesy rozwiązywania problemów i podejmowania decyzji przez człowieka. „Prawie wszystko co zrobiłem, zawiera się w tym dosyć wąskim przedziale” – stwierdził po latach Simon.

## Styl poznawczy
Herberta Simona wyróżniał specyficzny styl poznawczy. Głównymi składnikami jego stylu poznawczego były:
- ontologiczne i metodologiczne przywiązanie do empiryzmu
- epistemologiczne przywiązanie do operacjonalizmu
- bogata, szeroka i bardzo eklektyczna przestrzeń wiedzy
- podążanie za własnymi zainteresowaniami, które zmieniały się z biegiem lat
- korzystanie z rozumowania przez analogię, co w połączeniu z rozległą wiedzą w wielu dziedzinach pozwalało mu na wysnuwanie często zaskakujących wniosków
- aktywna obecność sieci interakcji i procesów
- koncentrowanie się na problemach słabo ustrukturyzowanych

## Wybrane publikacje
- Działanie administracji (1947, wydanie polskie 1976)
- Teoria organizacji (z J. G. Marchem, 1958, wydanie polskie 1964)
- Essays on the Structure of Social Science Models (1963)
- Models of Discovery and Topics in the Methods of Science (1977)
- Models of Thought (1979-1989, dwa tomy)